# Quimbaya-Kultur
Die Quimbaya-Kultur war eine präkolumbische archäologische Zivilisation in Kolumbien. Sie bestand in etwa ab dem 6. Jahrhundert v. Chr. bis hin zur Eroberung durch die Spanier. Sie wurde durch ihre Goldschmiedekunst berühmt.

## Etymologie
Die Quimbaya-Kultur bzw. Quimbaya-Zivilisation, auch in der Schreibweise Quimbayá-Kultur, wurde nach dem Volksstamm der Quimbaya benannt. Die später gegründete gleichnamige Stadt Quimbaya im Departamento Quindío erhielt ihre Bezeichnung von der Kultur.

## Geographische Verbreitung

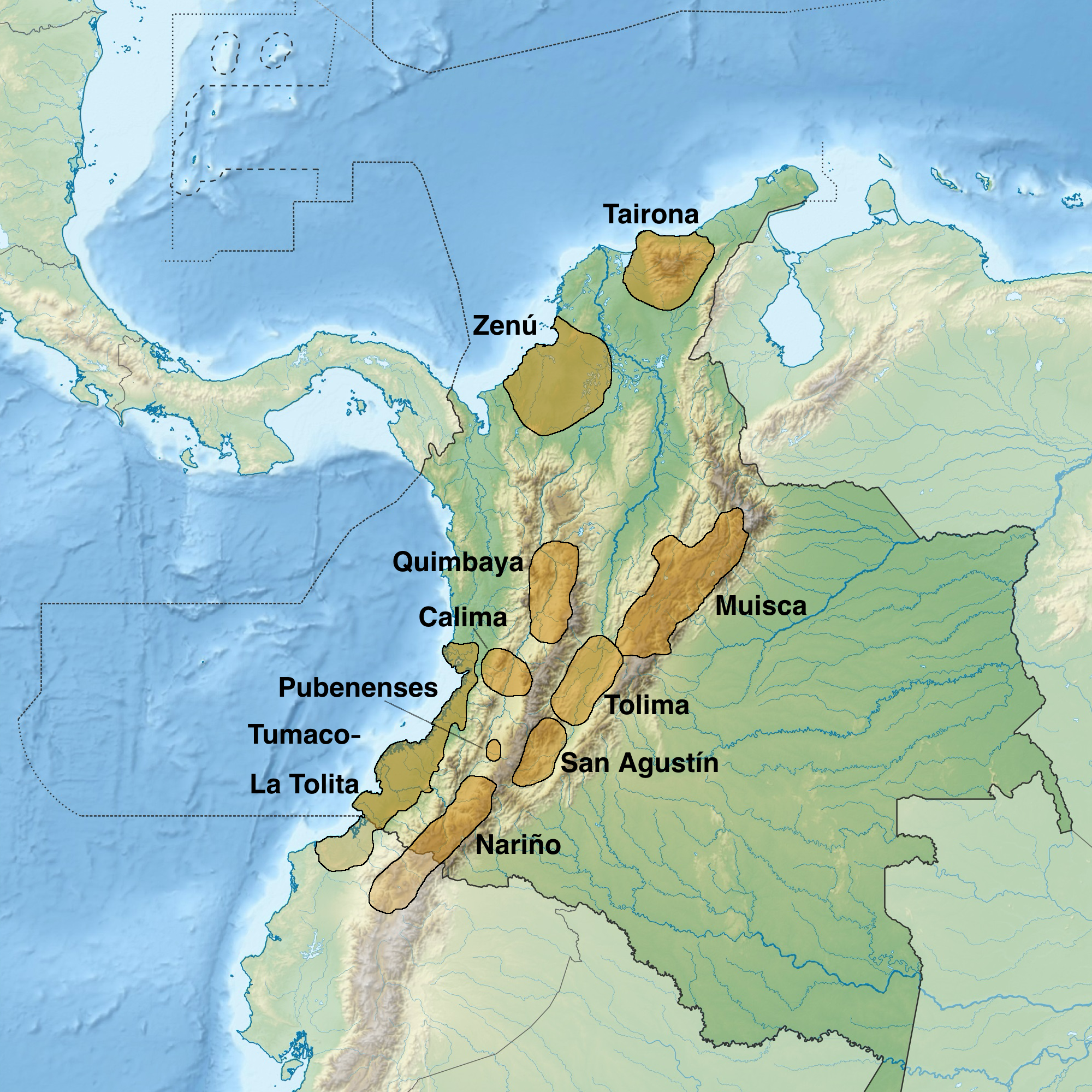
Karte mit den Verbreitungsgebieten der präkolombianischen Kulturen in Kolumbien

Die Quimbaya-Kultur hatte sich am Mittellauf des Río Cauca etabliert, in etwa übereinstimmend mit den heutigen Departamentados Quindío, Caldas und Risaralda.

## Zeitlicher Rahmen
Über den Beginn der Quimbaya-Zivilisation liegen keine verlässlichen Daten vor, es wird aber allgemein der Zeitraum zwischen dem 6. und dem 1. Jahrhundert v. Chr. angenommen, was der ausgehenden Formativen Periode Kolumbiens entspricht. Ihren Höhepunkt erreichte die Zivilisation zwischen dem 4. und 7. Jahrhundert n. Chr. Diese schöpferische Zeitspanne wird auch als Quimbaya-Klassik bezeichnet. Nach dem kulturellen Niedergang um 1000 n. Chr. entstanden noch die archäologischen Komplexe  Mittlerer Cauca (1000 bis 1200 n. Chr.) und Caldas (1000 bis 1535 n. Chr.).
Das Museo del Oro in Bogotá gliedert anhand der Goldarbeiten die Quimbaya-Kultur in zwei Phasen:
- Spätes Quimbaya – 600/700 bis 1600 n. Chr.
- Frühes Quimbaya – 500 v. Chr. bis 700 n. Chr.[2]

## Lebensweise
Begünstigt durch ein gemäßigtes Klima betrieben die Quimbayas vorrangig Ackerbau, der auf Mais und Maniok basierte, hinzu traten Avocado, Guaven und Hülsenfrüchte wie die der Gattung Inga. Sie waren außerdem hervorragende Imker und gingen dem Fischfang nach. Die Jagd war von großer Bedeutung und versorgte sie mit Fleisch – Jagdtiere waren unter anderen Beutelratten, Tapir, Gürteltier, Fuchs und Nabelschweine, wie Knochenfunde belegen.
Die aus einer großen Zahl von Stammesgemeinschaften aufgebaute Quimbaya-Zivilisation war hierarchisch und arbeitsteilig. Neben als Stammesoberhäupter fungierenden Kaziken, Schamanen und Priestern existierten die Berufsstände der Krieger, Töpfer, Goldschmiede und Händler. Es wird angenommen, dass der Gesellschaftsverband insgesamt von rund 100 Kaziken geleitet wurde, wobei jedes cazicazgo seinerseits wiederum 200 Stämme umfasste.
Die Siedlungsformen des Mittleren-Cauca-Komplexes entstanden aus einzelnen Dorfgemeinschaften. Die Verstorbenen wurden während dieser Zeit in Schachtgräbern mit Seitenkammern beigesetzt. Im Caldas-Komplex wurden die Toten jedoch in Urnen bestattet.
Generell glaubten die Quimbayas an ein Weiterleben bzw. eine Wiederauferstehung nach dem Tode. Ihre Grabanlagen waren vielseitig und passten sich an die jeweiligen Gegebenheiten an. Um den Toten ihre Reise im Jenseits zu erleichtern, wurden ihnen reichhaltige Grabbeigaben mitgegeben, wie z. B. Nahrungsmittel, persönlicher Schmuck und Sakralgegenstände, aber auch Waffen. Die reichen Goldfunde stammen zum Großteil von Grabbeigaben.

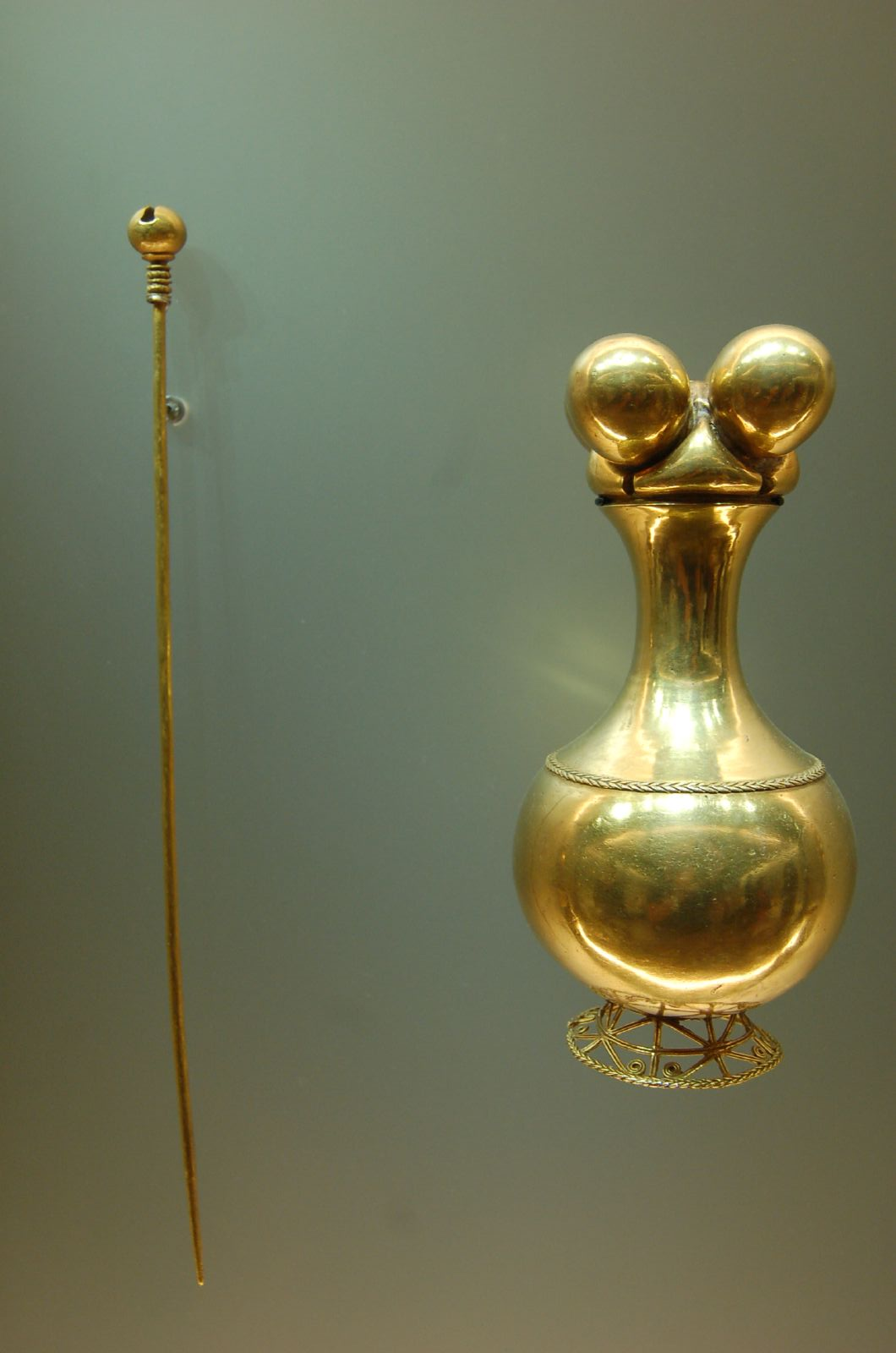
Goldener Poporo, Museo del Oro in Bogotá

Der Bergbau nahm in der Quimbaya-Zivilisation eine sehr wichtige Stellung ein. Abgebaut wurde vor allem aus Flussseifen gewonnenes Gold. Die zu seiner Gewinnung eingesetzten Verfahren waren für ihre Zeit bereits fortschrittlich.
Neben der Metallverarbeitung war auch die Textilherstellung, basierend auf Baumwolle, von hohem Niveau. Gewebt wurden vorrangig Baumwolldecken, die aber wegen der klimatischen Verhältnisse nicht erhalten blieben.
Die Quimbayas unterhielten auch Handelsbeziehungen mit benachbarten Völkern. Ausgetauscht wurden Gold im Rohzustand, Goldschmiedearbeiten, Textilien und Salz, das durch Einkochen von Flusswasser gewonnen worden war. Gold musste eingeführt werden, da die eigenen Vorräte begrenzt waren.

### Kannibalismus
Es wird vermutet, dass die Quimbayas der kannibalistischen Praxis der Anthropophagie nachgingen. Bisher ist jedoch nur ein gesicherter Fall bekannt geworden. Das Motiv hinter diesen Praktiken ist die Abschreckung bzw. die Rache an Feinden sowie eine gleichzeitige Einverleibung ihrer Lebenskraft. Fest steht, dass die Quimbayas die aufgespießten Schädel getöteter Feinde als Trophäen auf dem Versammlungsplatz zur Schau stellten. Während der spanischen Eroberung intensivierten sie diesen Brauch, um ihren Gegnern Angst einzuflößen.

## Kunstgegenstände

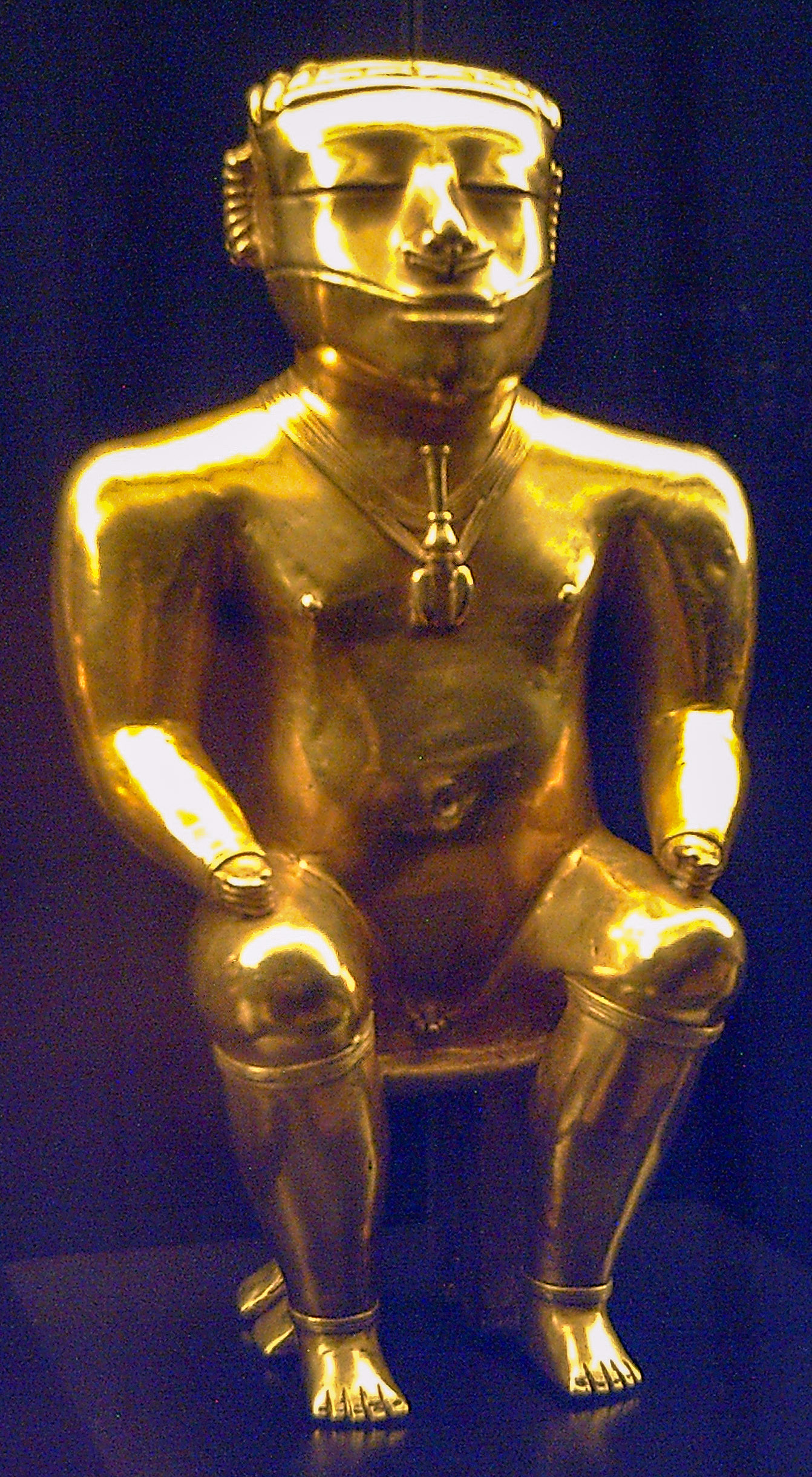
Goldfigur eines Quimbaya-Kaziken

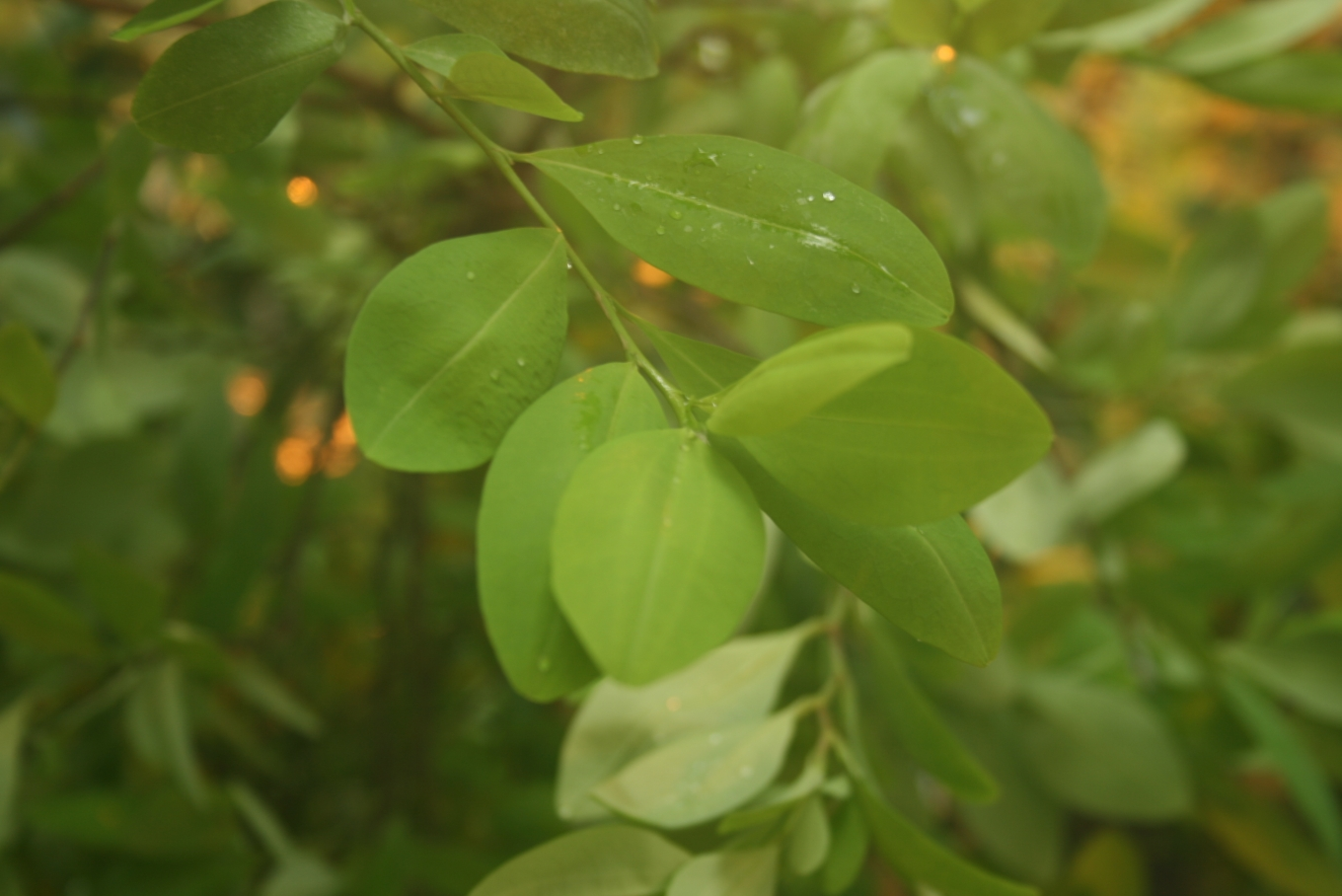
Blätter des Cocastrauchs

Die Quimbaya-Zivilisation schuf Kunstgegenstände aus Gold und Tumbaga. Da der Rohstoff Gold in ihrem Territorium in geringem Umfang vorhanden war, entwickelten die Quimbayas Legierungen mit Kupfer und untergeordnet Silber. Die Legierung von Gold mit Kupfer wird als Tumbaga bezeichnet. Durch den Zusatz von Kupfer blieben die Schmuckstücke weitestgehend in ihrem Originalzustand erhalten.
Typische Qimbaya-Goldschmiedearbeiten enthalten rund 40–54 % Gold, 33–50 % Kupfer und 4–14 % Silber.
Am häufigsten sind anthropomorphe Figuren, die gewöhnlich Männer oder Frauen in sitzender, meditativ wirkender Positur darstellen. Häufige Schöpfungen sind auch pflanzliche Früchte und die so genannten Poporos. In letzteren war ein Kalkpulver aufbewahrt, welches beim rituellen Kauen von Cocablättern mit Hilfe einer kleinen Nadel eingenommen wurde.
Die meisten Goldfunde wurden bisher unter den Grabbeigaben gemacht, welche gewöhnlich in ausgehöhlten Holzsarkophagen verstaut wurden. Gold hatte unter den Quimbayas eine sehr hohe, nahezu heilige Stellung und galt sozusagen als „Freifahrtsschein“ für die Nachwelt.
Die Goldfiguren wurden vorwiegend durch Schmelzen bzw. mittels Wachsausschmelzverfahren hergestellt. Charakteristisch für sie ist die saubere Linienführung, sowie glatte, polierte Oberflächen. Bei den natürlich wirkenden Menschen- und Tierdarstellungen überwiegen sphärische Motive.

### Rätselhafte Funde

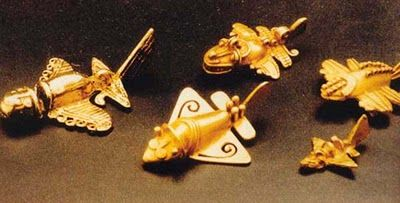
Die präkolumbianischen Vögel des Otún

Unter den zahlreichen Goldartefakten tauchten Stücke auf, die vormals nach ihrem Fundort Río Otún in Risaralda als Pájaros del Otún (span. Pájaros del Otún = Vögel des Otún) bezeichnet wurden. Darunter ein möglicher Fliegender Fisch oder Hai, der von Befürwortern der Prä-Astronautik als Flugzeug interpretiert wird.

## Spanische Eroberung
Die spanische Eroberung des Quimbaya-Gebietes begann im Jahr 1539. In der Folgezeit wurden die Ureinwohner zum Dienst innerhalb der Encomendien-Wirtschaft gezwungen. Als Antwort brach im Jahr 1542 die erste Quimbaya-Rebellion aus, auf die im Jahr 1577 eine zweite und wesentlich umfangreichere Erhebung folgte. Die indigene Bevölkerung war seit dem Kontakt mit den Spaniern kontinuierlich am Abnehmen; so waren im Jahr 1559 nur noch 45 % der ursprünglichen Cazicazgos vorhanden. Zwangsarbeit, Unterernährung, Internierung sowie der Krieg der Pijaos gegen die Spanier dezimierten die Quimbayas derart, dass in dem Gebiet, in dem im Jahr 1539 noch 20.000 Stämme lebten, im Jahr 1628 nur noch 69 Stämme gezählt wurden.